# Moderne vijfkamp op de Olympische Zomerspelen 1936
De moderne vijfkamp is een van de sporten die beoefend werden tijdens de Olympische Zomerspelen 1936 in Berlijn.

## Heren

### Individueel
| rang   | sporter           | land | Paardensport | Schermen | Schieten | Zwemmen | Atletiek | totaal |
| ------ | ----------------- | ---- | ------------ | -------- | -------- | ------- | -------- | ------ |
| Goud   | Gotthard Handrick | GER  | 2.5          | 4.0      | 4        | 9       | 14.0     | 31.5   |
| Zilver | Charles Leonard   | USA  | 15.0         | 10.0     | 1        | 6       | 7.5      | 39.5   |
| Brons  | Silvano Abba      | ITA  | 1.0          | 15.5     | 10       | 14      | 5.0      | 45.5   |
| 4      | Sven Thofelt      | SWE  | 8.5          | 5.5      | 6        | 3       | 24.0     | 47.0   |
| 5      | Nándor Orbán      | HUN  | 4.0          | 12.5     | 21       | 2       | 16.0     | 55.5   |
| 6      | Hermann Lemp      | GER  | 31.0         | 3.5      | 11       | 1       | 21.0     | 67.5   |
| 7      | Alfred Starbird   | USA  | 8.5          | 8.5      | 23       | 20      | 7.5      | 67.5   |
| 8      | Rezső Bartha      | HUN  | 27.0         | 12.5     | 3        | 12      | 22.0     | 76.5   |